# Constitución de Ecuador de 1869
La Constitución de Ecuador de 1869 fue la octava constitución ecuatoriana, vigente en el país durante el período comprendido desde 1869 hasta 1876, siendo después reemplazada por la Constitución de 1878.
La Constitución de 1869 fue elaborada y propuesta por Gabriel García Moreno, a la cual sometió un referéndum constitucional, siendo aprobada por el pueblo con un SÍ contundente.
La Constitución contenía trece títulos, además de disposiciones transitorias, que comprendían un total de 117 artículos. Entre sus principales características constaban un período presidencial de seis años, negación a la libertad de culto, excesivos poderes por parte de la función ejecutiva, cambio en los parámetros para ser considerado ciudadano, mayor período de legisladores, entre otros.

## Historia de García Moreno

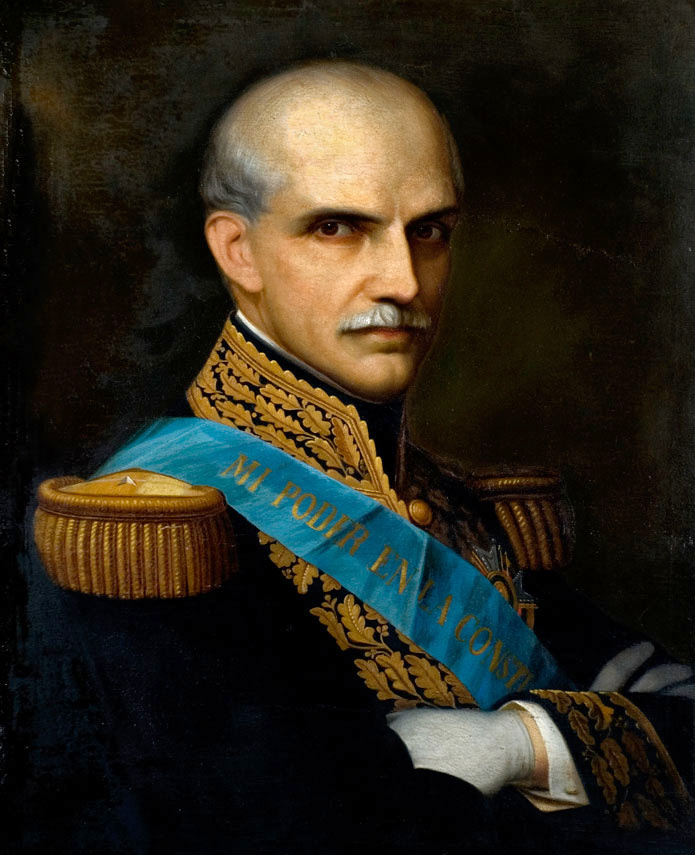
Gabriel García Moreno

El 10 de marzo de 1861, la Convención Nacional Constituyente eligió como Presidente Constitucional al guayaquileño Gabriel García Moreno, dando lugar así al comienzo de la dominación en el poder a los conservadores. La oposición por parte de los liberales estaba liderada por Pedro Carbo. Además se redactó la Constitución de 1861 que introdujo varios cambios en la organización del poder, y se declaró nulo el Tratado de Mapasingue. El primer gobierno de García Moreno concluyó en 1865, sucediéndole en el cargo Jerónimo Carrión, con apoyo garciano.
Durante el gobierno de Juan Javier Espinosa, García Moreno se mostró partidario y mostró su apoyo al inicio, sin embargo, luego se volcaría a la oposición y lo acusaría de traidor de los ideales católicos y conservadores. Transcurrido solo un año del gobierno de Espinosa, García Moreno se levantó en armas y se proclamó Jefe Supremo. 
El segundo período de García Moreno inició en 1869 y promovió la creación de una nueva constitución. Para ese año se congregó una Convención Nacional de mayoría partidaria garciana que redactaría el texto constitucional, el cual finalmente fue expedida formalmente el 9 de junio. El 1 de julio el texto de la Convención fue sometido a referéndum constitucional en la cual se determinó su aprobación por 13.640 votos a favor que componía el 96.36% de la votación. Finalmente se ordenó su publicación en el Registro Oficial el 11 de agosto de 1869.
Entre los principales enunciados de la Constitución de 1869 constaba un período presidencial de seis años, reafirmación de la religión católica como exclusiva en el país negando la libertad de culto, facultad de allanamiento a domicilios en conmoción interna, y pena de muerte por delitos políticos. Hubo malestar en sus enemigos, en especial por parte de los liberales del litoral, los cuales denominaron a la Carta Magna como la «Carta Negra». Según la constitución vigente, se celebró elecciones en 1875, en las cuales García Moreno fue elegido para una tercera presidencia. Sin embargo, el 6 de agosto de 1875 fue asesinado por el colombiano Faustino Lemus Rayo.
Con la muerte de García Moreno, el conservadurismo empezó a perder fuerza política paulatinamente. Asumió el poder Antonio Borrero del Partido Progresista con cierto acercamiento de los liberales, sin embargo, no quiso reformar la constitución, lo cual supuso enemistad entre ambos bandos. Luego nombró al general Ignacio de Veintimilla como Comandante Militar del Guayas. Veintimilla, apoyado por Urbina y liberales, da un golpe de Estado, se declara Jefe Supremo, y posteriormente como presidente constitucional mediante la IX Constitución, con la cual se derogó la denominada Carta Negra.
Al respecto el historiador G. Cevallos García opina lo siguiente: 

La Carta Política merece atenta consideración, pues vale por todo un trasunto de la ideología garciana. Cubierta de epítetos denigrantes por la oposición radical y militarista, ha sido mal entendida por muchos, olvidando que su perdurabilidad a través de otras constituciones posteriores la justifica plenamente. Si bien la Carta de 1869 quedó abolida por la revolución veintimillista, permanecieron intactas las principales instituciones, exceptuando tan sólo algunos principios religiosos.

## Estructura de García Moreno

### Elementos constitutivos
El Título I definía al Ecuador como república indivisible, libre y soberana. Estableció el territorio y sus límites de acuerdo a tratados internacionales. Se definía a ecuatorianos por nacimiento sobre la base de los principios ius soli e ius sanguinis, y a los ecuatorianos por naturalización por los principios ius domicili e ius optandi.
El Título II, que constaba únicamente del artículo 9, negó la libertad de culto al establecer a la religión católica como la religión oficial para el Ecuador, excluyendo a cualquier otra fe. El artículo también exhortaba a los poderes del Estado a que protegiera a la religión, además de manifestar prioridad en el Derecho canónico. A partir de este artículo, toda la constitución se estructuró en base al poder eclesiástico.
A partir del artículo 10 se describe los lineamientos para ser ciudadano, así como para conservar sus derechos de ciudadanía en el Título III. Era considerado ciudadano al hombre católico, alfabetizado, que sea mayor de veintiún años, o en su defecto casado. Se perdía la ciudadanía por traición, adquirir otra nacionalidad, quiebra fraudulenta, venta o compara de votos, y por condena corporal; a pesar de esto, podían ser rehabilitados por el Senado. Sin embargo, se perdía los derechos de ciudadanía permanentemente por pertenecer a las sociedades prohibidas por la Iglesia, interdicción judicial, ser ebrio consuetudinario o vago, tener ineptitud mental, hallarse procesado como reo de pena corporal, no presentar cuentas de los caudales públicos.

### Organización del poder
El Título IV estableció la separación de poderes en la forma tradicional, es decir, en el poder legislativo, ejecutivo y judicial; a su vez que definió su autonomía con respecto a las demás. El Título V recogió el criterio de «gobierno electivo y alternativo» del artículo 14 y estableció los lineamientos generales para los procesos electorales.
El poder legislativo, según el Título VI, era ejercido por el Congreso Nacional con sistema bicameral. La cámara del Senado estaba compuesta por senadores que duraban en sus funciones 9 años. La cámara de Diputados estaba compuesta por diputados que duraban en funciones 6 años. Cada tres años se elegían a la mitad de los diputados y la tercera parte de los senadores. 
El poder ejecutivo, según el Título VII, era ejercido por el presidente de la República. Duraba en funciones por 6 años y se le permitía la reelección de forma indefinida. La línea sucesoria la comprendían en primer lugar el ministro del Interior, y luego los demás ministros de las demás carteras de Estado de acuerdo a su importancia, y por último los consejeros no eclesiásticos según su prioridad. A pesar de la autonomía manifestada entre funciones del estado, el poder se concentraba en el presidente, quién incluso tenía potestad de nombrar magistrados del poder judicial, durante un receso del Congreso.
El poder judicial, según el Título VIII, se establecería en la Corte Suprema y en los demás tribunales y juzgados, quienes administraban justicia. Se estableció que ni el Congreso, ni el presidente podían en ningún caso ejercer funciones judiciales, avocar causas pendientes o hacer revivir procesos fenecidos.

### Otras disposiciones
El Título IX trataba sobre la organización territorial que dividía al país en provincias, cantones y parroquias. Establecía gobernadores para las provincias, jefes políticos para cada cantón y tenientes para cada parroquia.
El Título X establecía los principios defensa nacional y conservación del orden interior, por lo cual se conducirían las fuerzas armadas y las guardias nacionales.
El Título XI garantizaba derechos a los ciudadanos, tales como participación, prohibición de esclavitud, libertad de circulación, seguridad jurídica, debido proceso, derecho al secreto y confidenciabilidad, presunción de inocencia, derecho de autor, libertad de pensamiento y expresión siempre que no contravengan a la religión católica, entre otros.
Se establecieron disposiciones comunes en el Título XII, como prohibiciones de gastos indebidos del Tesoro Nacional, deberes a los funcionarios públicos, irrenunciabilidad de derechos y deberes a los ciudadanos, entre otros.
El Título XIII constaba de un solo artículo y en él se establecía el procedimiento para una eventual reforma constitucional, potestad dada exclusivamente al Congreso Nacional, pero con aprobación posterior de un referéndum. Sin embargo, se establecía intangibilidad para el texto constitucional en lo concerniente a la religión oficial, los requisitos para ser considerado como ciudadano y los parámetros por los cuales se podía perder los derechos de ciudadanía.